# 菅藤心
菅藤 心（かんとう しん、1981年1月18日 - ）は、日本の元ラグビー選手。

## プロフィール
- 長崎県出身。
- ポジションはスタンドオフ(SO)。
- 身長 175cm、体重 78kg
- U19日本代表に選ばれたことがある[1]。
- 兄の友もラグビー選手（元・宗像サニックス）[2]。

## 来歴
小学校4年生からラグビーを始めた。
1999年、長崎南山高校卒業後、明治大学に入学。1年から正スタンドオフとして試合に出場した。4年時には明治大学ラグビー部の副将を務めた。
2003年、大学卒業後、サントリーサンゴリアスに加入。同年9月13日に行われたトップリーグ第1節の神戸製鋼戦に先発出場し、公式戦初出場を果たした。
2011年、現役を引退した。

## 受賞歴
- 2003-04トップリーグ新人賞